# Sydamerikanskt sjölejon
Sydamerikanskt sjölejon (Otaria flavescens), även patagoniskt sjölejon och mansäl, är en säl i familjen öronsälar.

## Utseende
Hannar är upp till 250 centimeter långa och väger cirka 300 kilogram. Deras päls är på ovansidan mörkbrun och på undersidan gulbrun. De har en man som är lite ljusare. Honor har en vikt på omkring 140 kilogram och blir 200 centimeter långa. Honornas päls är ljusbrun och har oregelbundna fläckar.

## Levnadsområde

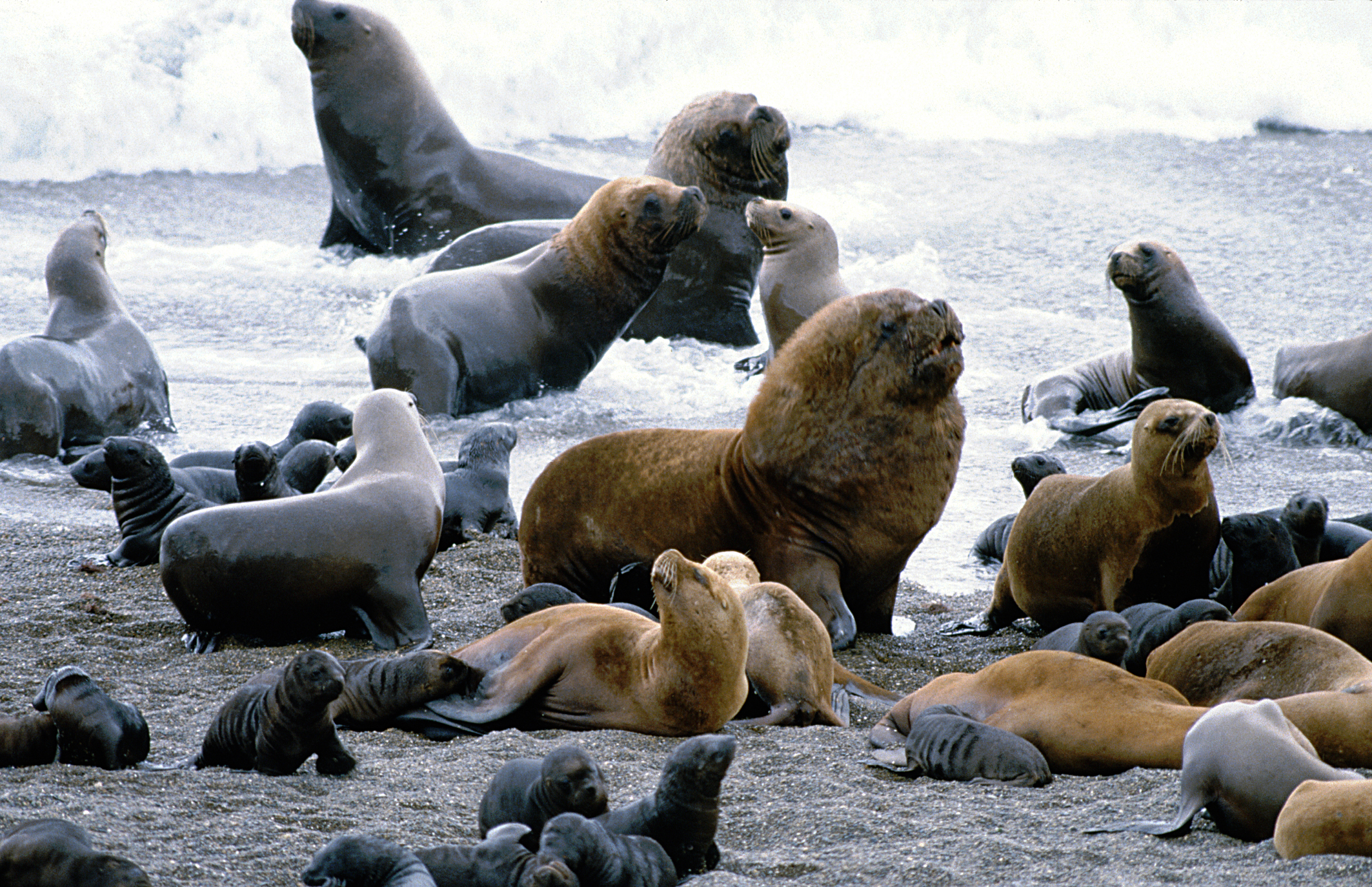
Sjölejonkoloni

Sydamerikanska sjölejon lever i Stilla havet längs Sydamerikas kust från Peru till Eldslandet. I Atlanten förekommer de från södra Brasilien till kontinentens södra spets. Kolonier finns dessutom på Falklandsöarna. Vandrande individer har setts även längre norrut men vanligtvis stannar de i samma område. Arten vistas vanligen nära kustlinjen, sällan registrerades den i djupare vatten. Ibland förekommer den i bräckt vatten och lite uppför floder.

## Levnadssätt

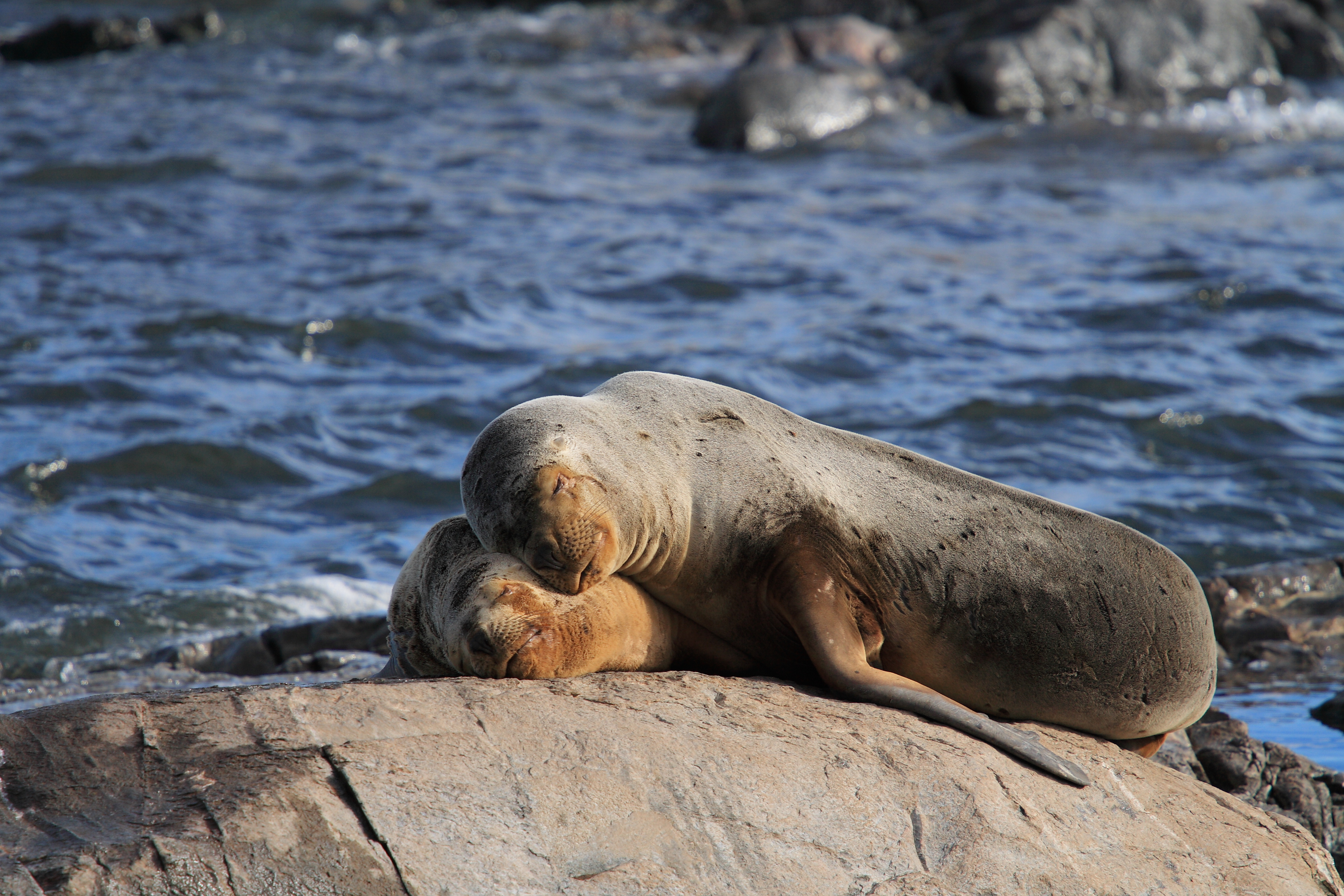
Två sovande individer.

Vid parningstiden är hannarna de första i kolonin och innan honorna anländer strider hannarna för en bra plats. De stridande parterna försöker bita varandra tills den svagare lämnar platsen. De framgångsrika hannarna vakar över upp till 18 honor och parar sig med dem. Unga hannar bildar ibland små till medelstora grupper med upp till 40 individer och försöker röva bort några honor. Det medför att hannen får nästan ingen mat och sömn under parningstiden. Efter 2 till 3 år gör alfahannen plats åt yngre hannar.
Födan utgörs främst av fiskar, bläckfiskar, kräftdjur och andra ryggradslösa djur. Stimfisk jagas vanligen i grupp. I sällsynta fall dödar de pingviner eller honor och ungdjur av Sydamerikansk pälssäl.
Honor föder oftast en unge och parar sig kort efter födelsen på nytt. Dräktigheten varar i genomsnitt 11,75 månader och ungdjuret väger vid födelsen mellan 10 och 15 kilogram. Under första veckan letar honan inte efter föda utan ger bara di åt ungdjuret. Ungen avvänjs efter maximalt 12 månader. I kolonin föds alla ungar samtidig och så är de bra skyddade mot fiender. Å andra sidan kvävs de ibland ihjäl när vuxna hannar strider om en bättre plats i hierarkin. Dödligheten bland ungdjuren varierar mycket mellan olika kolonier och kan gå upp till 50 %. Livslängden uppskattas med 16 till 20 år och i fångenskap blev vissa individer 30 år gamla.

## Beståndet
Under den stora säljakten som började vid slutet av 1700-talet dödade man tusentals sydamerikanska sjölejon. Populationen sjönk från några miljoner individer till några tusen djur. Idag är det i många sydamerikanska stater förbjudet att jaga sjölejon. Särskilt i Chile och Argentina har beståndet ökat och beräknas nu till 270 000 individer.

## Vetenskapligt namn
Just nu finns det två vetenskapliga namn som används, Otaria byronia från Blainville 1820 och Otaria flavescens från Shaw 1800. Vanligtvis har det äldre namnet företräde men Shaw beskrev ett ungdjur och många zoologer tycker att Blainvilles namngivning får användas. Tills ett domslut bestämmer det slutgiltiga namnet står bägge beteckningar bredvid varandra.